# حارة الجامعة (ذمار)
حارة الجامعة هي إحدى حارات مدينة ذمار التابعة لمحافظة ذمار، بلغ تعداد سكانها 241 نسمة حسب تعداد اليمن لعام 2004.